# Veronica Borsi
Veronica Borsi (ur. 13 czerwca 1987 w Bracciano) – włoska lekkoatletka specjalizująca się w sprinterskich biegach przez płotki.
Finalistka mistrzostw świata juniorów młodszych z 2003. W 2005 zajęła 5. miejsce w biegu na 100 metrów przez płotki oraz w sztafecie 4 × 100 metrów podczas juniorskich mistrzostw Europy. W 2011 zdobyła srebro światowych wojskowych igrzysk sportowych w biegu na 100 metrów przez płotki. Półfinalistka uniwersjady w Shenzhen z tego samego roku. W 2012 dotarła do półfinału podczas halowych mistrzostw świata w Stambule. Srebrna medalistka halowych mistrzostw Europy z 2013 (po dyskwalifikacji za doping pierwszej na linii mety Turczynki Nevin Yanıt). W tym samym roku zdobyła srebro igrzysk śródziemnomorskich w Mersin.
Wielokrotna medalistka mistrzostw Włoch oraz reprezentantka kraju w meczach międzypaństwowych.

## Osiągnięcia
| Rok  | Impreza                                 | Miejsce        | Konkurencja                     | Lokata           | Wynik |
| ---- | --------------------------------------- | -------------- | ------------------------------- | ---------------- | ----- |
| 2003 | Mistrzostwa świata juniorów młodszych   | Sherbrooke     | bieg na 100 metrów przez płotki | 5. miejsce       | 13,69 |
| 2004 | Mistrzostwa świata juniorów             | Grosseto       | bieg na 100 metrów przez płotki | eliminacje       | 14,09 |
| 2005 | Mistrzostwa Europy juniorów             | Kowno          | bieg na 100 metrów przez płotki | 4. miejsce       | 13,74 |
| 2005 | Mistrzostwa Europy juniorów             | Kowno          | sztafeta 4 × 100 metrów         | 4. miejsce       | 44,81 |
| 2007 | Młodzieżowe mistrzostwa Europy          | Debreczyn      | bieg na 100 metrów przez płotki | eliminacje       | 14,10 |
| 2009 | Młodzieżowe mistrzostwa Europy          | Kowno          | bieg na 100 metrów przez płotki | półfinał         | 13,54 |
| 2011 | Światowe wojskowe igrzyska sportowe     | Rio de Janeiro | bieg na 100 metrów przez płotki | 2. miejsce       | 13,08 |
| 2011 | Światowe wojskowe igrzyska sportowe     | Rio de Janeiro | sztafeta 4 × 100 metrów         | 4. miejsce       | 45,08 |
| 2011 | Uniwersjada                             | Shenzhen       | bieg na 100 metrów przez płotki | półfinał         | 13,56 |
| 2012 | Halowe mistrzostwa świata               | Stambuł        | bieg na 60 metrów przez płotki  | półfinał         | 8,18  |
| 2013 | Halowe mistrzostwa Europy               | Göteborg       | bieg na 60 metrów przez płotki  | 2. miejsce       | 7,94  |
| 2013 | Superliga drużynowych mistrzostw Europy | Gateshead      | bieg na 100 metrów przez płotki | 5. miejsce       | 13,01 |
| 2013 | Igrzyska śródziemnomorskie              | Mersin         | bieg na 100 metrów przez płotki | 2. miejsce       | 13,05 |
| 2013 | Mistrzostwa świata                      | Moskwa         | bieg na 100 metrów przez płotki | eliminacje       | 13,35 |
| 2017 | Superliga drużynowych mistrzostw Europy | Lille          | bieg na 100 metrów przez płotki | el. – 9. miejsce | 13,61 |
| 2018 | Halowe mistrzostwa świata               | Birmingham     | bieg na 60 metrów przez płotki  | eliminacje       | 8,27  |

## Rekordy życiowe
- Bieg na 60 metrów przez płotki (hala) – 7,94 (2013), rekord Włoch.
- Bieg na 100 metrów przez płotki – 12,76 (2 czerwca 2013, Orvieto), rekord Włoch

Do zawodniczki należy także rekord Włoch juniorów w biegu na 55 metrów przez płotki (7,89).